# Proteïna de fluorescència vermella
La proteïna de fluorescència vermella o RFP (per les seves sigles en anglès Red Fluorescent Protein) representa un grup de proteïnes que emeten fluorescència vermella.
La primera descoberta va ser aïllada del corall Dicosoma i va ser anomenada Ds-Red. Des del seu descobriment, l'any 2002, s’han desenvolupat nous tipus de proteïnes vermelles cada cop més millorades.
La RFP s’utilitza com un marcador biològic. L'adhesió codificada genèticament dels fluoròfors com la RFP a altres proteïnes permet estudiar-les. D’aquesta manera, es poden visualitzar patrons espacials i temporals en la cèl·lula o la localotzació de proteïnes i detectar l'expressió de gens in vivo.

## Estructura
L'estructura de les RFP depèn molt de la família de la qual formen part, que pot ser la família DsRed o la Kaede. Tot i així, hi ha sectors o característiques que sí que comparteixen.

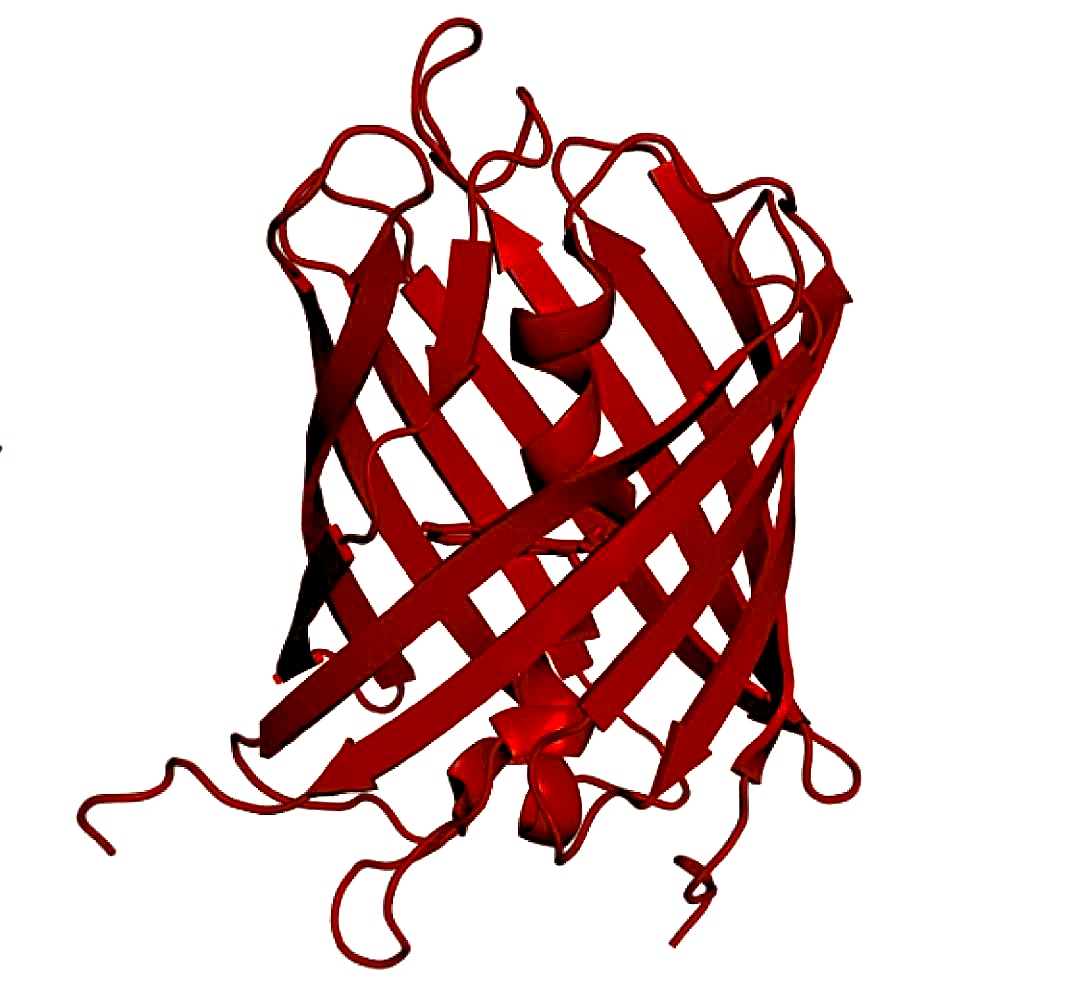
Diagrama de cintes de l'estructura de la proteïna Ds-Red

Aquestes proteïnes han evolucionat (ja sigui de manera natural o de forma artificial o induïda) fins a ésser proteïnes amb fluorescència vermella, i el que els dona aquesta característica i, per tant, factor que totes comparteixen, és un cromòfor de formació del tripèptid X-Tyr-Gly. Així, el que totes les RFPs tenen en comú és un anell fenol derivat del residu de la tirosina (Tyr).
A partir d'aquesta informació s'ha pogut deduir que les propietats espectrals dels cromòfors estan força lligades a l'equilibri entre l'estat protonat i desprotonat del grup hidroxil del fenol. Tot i així, cal tenir en compte que el desenvolupament del cromòfor està catalitzat per la proteïna sencera i, per tant, pot sorgir més diversitat a l'espectre.
Com hem dit abans, depenent de la família a la qual pertanyen presentaran unes característiques d'estructura o unes altres, i aquestes estan definides en altres apartats d'aquest mateix article.

## Característiques de les RFP
Des del seu descobriment s'han elaborat molts tipus de proteïnes vermelles fluorescents amb l'objectiu de trobar cada cop marcadors més òptims, augmentant tant com sigui possible la seva efectivitat i reduint el dany a la cèl·lula. En general, per ser RFPs adequades per a la investigació, han de complir aquestes característiques:
- Prou expressabilitat, prou brillants per ser detectades.
- No citotòxiques.
- Que no s'oligomeritzin en expressar-se juntament amb altres proteïnes.
- Han de ser fotoestables.
- Ha de ser insensibles a factors del medi que puguin alterar els resultats de l'experiment (com el pH molt àcid).
- Que tinguin mínimes interferències en els seus canals d'excitació i emissió.

Aquí es descriuen aquestes característiques de les RFP.

### “Brillantor” i expressió
La brillantor de les FP depèn entre altres factors de la velocitat de maduració, coeficient d'extinció i en experiments més llargs de la fotoestabilitat (entre d'altres). Unes de les RFP més brillants són la tdTomato i mStrawberry i la TagRFP.
Moltes RFP sembla que s’expressen a temperatura de 37 graus en cèl·lules de mamífers però hi ha variacions. No s’ha fet estudis intensius sobre les temperatures òptimes d'expressió en aquest tipus de cèl·lules però s’ha vist que en cèl·lules de bacteris l'expressió de les RFP pot ser ineficaç a 37 graus. Tanmateix no s’han d'extrapolar necessàriament a cèl·lules de mamífers aquesta expressió a 37 graus ja hi ha diferències entre ambdós tipus de cèl·lules.
La presència o absència d'oxigen molecular és altre factor que influeix en la maduració de les RFP, ja que és requerit en l'oxidació dels aminoàcids que intervenen en la formació del cromòfor. Una de les conseqüències que té és que genera aigua oxigenada (una molècula en les FP de la medusa Aequorea i dues en les del coralls). A més, això implica que en condicions anòxiques no es generi fluorescència.

### Fotoestabilitat
Les RFP poden patir fotoblanqueig (Photobleaching), és a dir, pèrdua de fluorescència per degradació fotoquímica del fluoròfor (part de la molècula que fa que aquesta sigui florescent) té lloc sovint en un rang d'excitació més ample que a altres molècules colorades més petites. La fotoestabilitat és una de les característiques per triar la RFP amb què treballar (tot i que no en tots decisòria) i se sol mesurar estudiant les corbes de fotoblanqueig. Unes gotetes amb RFP que simulen el volum que tenen les cèl·lules de mamífer són observades a microscopi de fluorescència i exposades a llum contínuament per induir el fotoblanqueig, aleshores, se’n recullen periòdicament imatges per elaborar les corbes de fotoblanqueig. Per exemple, la mCherry i la tdTomato tenen alta fotoestabilitat.
Aquest estudi té la seva limitació, ja que es basa en les il·luminacions que es fan servir en els típics microscopis estàndards d'epifluorescència però potser no serien vàlids en altres microscopis que funcionin amb llum de més intensitat com ara els microscopis làser confocals. En aquest cas s’ha vist per exemple que la mRFP1, tot i que es degrada per fotoblanqueig més ràpid que la mCherry quan s'utilitzen microscopis de fluorescència més convencionals, en observar-se amb el microscopi làser confocal sembla que tingui la mateixa velocitat de fotoblanqueig que la mCherry. Un altre exemple és la TagRFP, que té fotoestabilitat mitjana, però és molt més gran en observar-la al microscopi confocal.

### Oligomerització i citotoxicitat
Abans sovint hi havia problemes amb l'oligomerització de les proteïnes vermelles fluorescents silvestres, ja que moltes són dímers o tetràmers (és exemple la primera DsRed del Dicosoma) però al llarg del temps s'han anat modificant i es van elaborar monòmers o dímers en tàndem (que vol dir que funcionalment són monòmers però que tenen el doble de pes molecular).
Les RFP normalment no són citotòxiques, però en cas d'alguns models nous, no se sap si poden arribar a ser-ho. Algunes RFP tetramèriques semblen tòxiques pels bacteris però les monomèriques en general no són tòxiques.

### Marcatge múltiple (Multiple labeling)
Les RFP les podem fer servir combinades amb altres colors de fluorescència. Quan volem marcar una mateixa cèl·lula amb FP de diferents colors hem d'aconseguir que els seus espectres d'emissió no se solapin. D'aquesta manera es podran distingir bé. Tot i que utilitzar les diferents FP individualment ens permet distingir en un ample marge de l'espectre, també podem fer servir 3 o 4 FP combinades gràcies a conjunts de filtres, com per exemple quan combinem Cerulean or CyPet, any YFP, mOrange o mKO i mCherry. Per aconseguir-ho se'ls ha de donar una energia d'excitació determinada, diferent de la que donaríem a la mateixa FP si la féssim servir individualment.

## Tipus
Després del descobriment de la primera proteïna fluorescent, la GFP (proteïna de fluorescència verda), per Osamu Shimomura (Douglas Prasher va descobrir el seu potencial com a marcador), es va mutar i estudiar aquesta proteïna per poder trobar altres tonalitats de colors fluorescents.
La mutació de la GFP de Aequorea victroria va donar resultats i es van trobar noves emissions que anaven del blau al groc, però en cap cas es va trobar cap tonalitat vermella.
Més endavant els científics Sergey Lukyanov i els seus col·laboradors van intentar trobar anàlegs semblants a la GFP en els coralls fluorescents. Efectivament van trobar sis proteïnes del corall semblants a la GFP. Quatre d'elles emetien un rang verd-groc, una blau, i finalment, la sisena emetia un rang vermell.
La proteïna que emetia dins del rang vermell era de l'espècie del corall Discosoma i la van anomenar DsRed.
D'aquí sorgeix la primera família de proteïnes de fluorescència vermella, la família DsRed:

### Família DsRed
La DsRed té una fosforescència de color vermella ataronjat amb una emissió màxima a 583 nm. Gràcies als estudis cristal·logràfics i de raigs-X s’ha pogut veure que la DsRed forma un tetràmer estable, i que cada monòmer és estructuralment molt similar a la GFP.

La fluorescència de la DsRed està excitada òptimament a 558 nm, però també pot ser excitada per un estàndard de 488 nm làser. A més és una molècula amb un rendiment quàntic alt i és fotosestable. Tot plegat fa que la molècula sigui ideal per la formació d'imatges de fluorescència. 

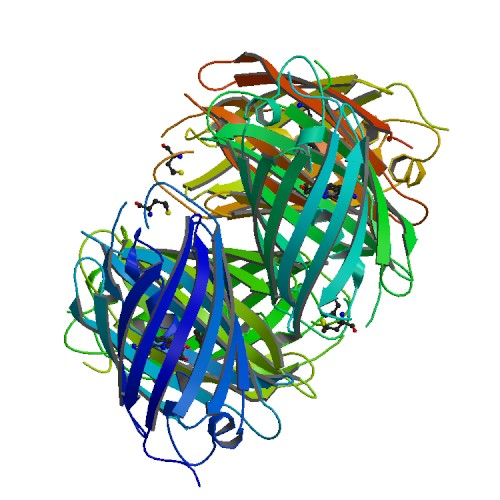
Proteïna DsRed

Malgrat les seves característiques, la DsRed de tipus silvestre té problemes pel seu ús com a indicador fluorescent. Quan aquesta és fusionada amb una altra proteïna, la tetramització del domini DsRed pot pertorbar la funció i localització de la proteïna 14. El tetràmer de DsRed també s’autoassocia per formar agregats d'ordre superior.
El major problema de la DsRed és que la maduració del cromòfor és molt lenta, ja que té un temps mitjà de més de 24 hores a una temperatura ambient 2,15. Això vol dir que la DsRed acabada de sintetitzar desenvolupa la mateixa fluorescència que verda que un cromòfor de la GFP. Una segona oxidació (requereix molt de temps) és la que produeix el cromòfor vermell.
Una variant d'aquesta família anomenada DsRed2 madura molt més ràpid que la DsRed1, però requereix moltes més hores per assolir la màxima fluorescència del cromòfor.
S’ha intentat amplificar la plantilla de DsRed1 amb plasmidis mutants fent servir errorprone PCR. Aquest estudi es va dur a terme en colònies de E. Coli, i es va observar que les que produïen DsRed1 tipus salvatge necessitava dos dies per desenvolupar una fluorescència significativa, però tres colònies mutants mostraven la fluorescència després d'un dia, i van ser les que tenien un canvi en la cadena N42H. I aquesta va ser la base per formar una proteïna mutant amb una maduració més ràpida.
La conseqüència de la N42H és que emetia més pics de fluorescència verds i blaus que l'original (en proporció amb els vermells) i, per tant, alterava el seu espectre d'emissió. Per tant, es va fer un segon canvi N42Q per reduir la cadena lateral, ja que la N42H l'augmentava considerablement. El resultat amb el segon canvi va ser una proteïna que seguia tenint una ràpida maduració (N42H) i a més menys excitació verda i blava.
Per tal de millorar l'eficàcia de la proteïna es va seguir mutant per trobar alguna amb una maduració més ràpida i una menor emissió verda. Es van trobar tres derivades: DsRed.T1, DsRed.T3 i DsRed.T4 (similars a DsRed1 tipus salvatge), totes tres més brillants, però amb més excitació blava i verda (pic emissió més gran).
Si comparem totes les variants trobades fins ara observem que DsRed2 té un quoficent d'extinció més petit que la DsRed1, fet que comporta que aquesta última sigui més brillant. Després tenim la DsRed.T3, que és quasi tan brillant com la DsRed1. I en canvi DsRed.T1 i DsRed.T4 tenen una brillantor relativa en comparació amb DsRed1 de 0.36 i 0.38 respectivament, per tant bastant menys brillants.
Posteriorment es va fer un estudi per qualificar el temps de maduració de cadascuna de les variants trobades. Es va obtenir que la DsRed1 madurava amb un període d'11 hores, la DsRed2 (una mica més ràpida) amb un de 6,5 hores, la DsRed.T3 amb un d'1,3 hores, i la DsRed.T4 i DsRed.T1 amb un temps mitjà més o menys de 0,7 hores (15 vegades més ràpid que el de DsRed1).
| Variant DsRed | Període de vida |
| ------------- | --------------- |
| DsRed1        | 11 hores        |
| DsRed2        | 6,5 hores       |
| DsRed.T3      | 1,3 hores       |
| DsRed.T1      | 0,7 hores       |
| DsRed.T4      | 0,7 hores       |

#### Classificació variants DsRed
En resum, el resultat dels experiments amb totes aquestes variants van classificar-les de la següent manera:
| Variant DsRed | Excitació màxima | Emissió màxima | Quoficient d'extinció màxim (M-1·cm-1) | Rendiment quàntic | Brillantor relativa | Període de maduració |
| ------------- | ---------------- | -------------- | -------------------------------------- | ----------------- | ------------------- | -------------------- |
| DsRed1        | 558 nm           | 583 nm         | 52,000                                 | 0,68              | 1.00                | 11 hores             |
| DsRed2        | 561 nm           | 587 nm         | 43,800                                 | 0,55              | 0,68                | 6,5 hores            |
| DsRed.T1      | 554 nm           | 586 nm         | 30,100                                 | 0,42              | 0,36                | 0,70 hores           |
| DsRed.T3      | 560 nm           | 587 nm         | 49,500                                 | 0,59              | 0,83                | 1,3 hores            |
| DsRed.T4      | 555 nm           | 586 nm         | 30,300                                 | 0,44              | 0,38                | 0,71 hores           |

A part de la família DsRed, s'ha trobat una altra amb la mateixa tonalitat vermella. Aquesta s'anomena família Kaede:

### Família Kaede
El nom de la família és a causa d'una proteïna fluorescent natural anomenada Kaede trobada en el coral pedregós Trachyphyllia geoffroyi. Aquesta proteïna és originalment verda, però canvia la seva longitud d'ona d'emissió de verd a vermell d'una manera irreversible quan és sotmesa a radiacions d'aproximadament 400 nm de longitud d'ona, fet que també aporta un gran contrast en la seva fluorescència.
Aquesta proteïna i altres que també segueixen el seu patró han causat l'aparició de moltes preguntes sobre el significat de la variació de colors en els coralls. Actualment se sap que quan els tentacles d'alguns coralls s'exposen al sol es tornen vermells, i només recuperen el seu color original quan s'afegeixen noves proteïnes sintetitzades per ells mateixos. Aquesta podria ser una de les moltes explicacions a la varietat de colors observada en els esculls de coralls.
Tots els components de la família Kaede comparteixen un mateix component: un tripèptid únic format per His62-Tyr63-Gly64. Aquest és el responsable de la formació d'un cromòfor verd que pot ser transformat a vermell de la manera que hem explicat anteriorment. Diferents estudis mutagènics han revelat que l'aminoàcid His en la posició 62 és indispensable per aquesta fotoconversió però no suficient. De fet, la conversió d'una proteïna de fluorescència normal a una fotoconvertible requereix un gran repte pel que fa a enginyeria proteica. Tot i així, aquesta fita es va assolir amb un experiment dut a terme per Tsutsui et al. en el qual, explicat molt resumidament, es va canviar la seqüència d'aminoàcids d'una proteïna de fluorescència vermella (KikG) per la seqüència His62-Tyr63-Gly64 (a més d'induir altres mutacions) i es va obtenir una proteïna fotoconversible, la KikGR.
El procés de fotoconversió es dona per mitjà d'una β-eliminació, que consta d'un conjunt de reaccions les quals encara no totes es coneixen. Tot i que s'han utilitzat diferents mecanismes com la cristal·lografia de raigs X, la RMN (ressonància magnètica nuclear) i l'espectrometria de masses per comparar les estructures dels cromòfors abans i després de la β-eliminació, aquestes anàlisis no han provat res de manera directa sobre la natura i l'estructura dels estats intermedis de la reacció, cosa que fa que el mecanisme molecular que permet que aquesta reacció total es doni no sigui del tot clar.
El que sí que es coneix és que hi ha dos mecanismes bàsics possibles en la β-eliminació: l'E2, en el qual l'eliminació és bimolecular; i l'E1, en el qual l'eliminació és unimolecular. La diferència principal entre els dos processos és que l'E2 requereix la presència d'una base forta per poder-se dur a terme, mentre que l'E1 no la necessita. Per la β-eliminació duta a terme en l'obtenció de proteïnes fotoconversibles la balança s'ha decantat pel mecanisme de tipus E1, ja que sembla que aquesta reacció pot donar-se també en absència d'una base forta. A més, aquest model E1 explica d'una manera comprensible les dades estructurals relatives a la fotoconversió de la variant KikGR, alhora que aclareix diverses inconsistències en el mecanisme proposat per a la fotoconversió també de la Kaede.

## Tipus segons aplicació
Les RFPs es poden dividir en cinc grups segons les seves caracterísitques i la seva aplicació en microscopia i altres tècniques d'imatge.

### RFPs convencionals
En aquest grup s'hi troben aquelles proteïnes que són fluorescents de forma permanent i tenen una longitud d'ona d'emissió de color vermell. Les podem subdividir en tres grups segons la seva longitud d'ona d'emissió: les FPs Far-Red (λ>620 nm), les FPs vermelles (entre 570 i 620 nm) i les FPs taronges (de 550 a 570 nm). Malgrat que aquest grup són la primera generació de FPs i actualment se n'han fet d'altres amb moltes millores, les RFPs convencionals encara són les més adients per algunes aplicacions, com el marcatge d'orgànuls cel·lulars.

#### FPs Far-Red

Espectre visible. Relaciona cada color amb un rang de longituds d'ona determinat.

Aquest tipus de proteïnes de fluorescència vermella són especialment rellevants pel tipus d'imatge que permeten obtenir. Com s'ha mencionat anteriorment, estan caracteritzades per la seva longitud d'ona d'emissió, de més de 620 nm. Tal com s'observa a la figura adjacent, a partir de 620 nm, les longituds d'ona són molt grans i emeten una radiació molt vermella.
Això fa que les proteines Far-Red siguin especialment útils a l'hora d'obtenir imatges de teixits perquè l'hemoglobina té una gran absorbància per longituds d'ona inferiors a 650 nm. Així doncs, si disposem d'una FP amb una longitud d'ona d'emissió major a aquest valor els teixits es poden visualitzar molt millor, ja que no hi haurà tantes interferències amb l'hemoglobina i per tant, seran molt més transparents a la llum vermella.

### RFP's amb large Stokes shift (LSSFPs)

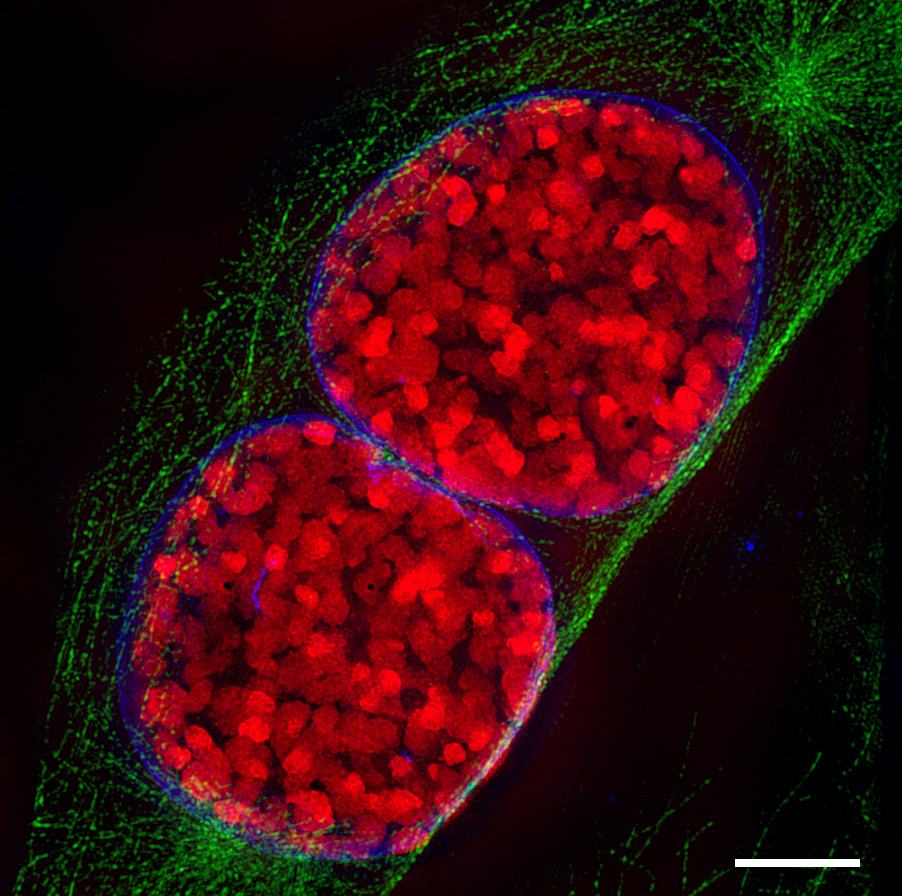
Imatge d'una cèl·lula durant la mitosi (profase) obtinguda amb microscopia confocal on s'han utilitzat diversos cromòfors a l'hora.

La característica d'aquestes FPs és que la diferència entre la seva longitud d'ona d'absorció i la seva longitud d'ona d'emissió és de més de 100 nm. Totes les LSSFPs vermelles absorbeixen radiacions de longituds d'ona d'entre 440 i 460 nm. De les RFPs, la que té més brillantor és la LSSmOrange amb una longitud d'ona d'absorció de 437 nm (color blau) i una d'emissió de 572 nm, que correspon a un color ataronjat. La que té la diferència més gran entre la longitud d'ona d'absorció i la d'emissió és la mKeima amb una diferència de 180 nm. Tanmateix, la seva brillantor és molt inferior a la de la LSSmOrange (3,5 versus 23,4/(mM cm)).
No obstant, també hi ha LSSFPs de color groc i de color verd, però aquestes últimes ja no pertanyen a les proteïnes de fluorescència vermella.
Aquest tipus de proteïna és especialment útil en l'obtenció d'imatges de microscòpic amb diferents colors, és a dir, utilitzant diverses FP perquè permet excitar totes les FPs utilitzant una única longitud d'ona.
La mKeima pot ser utilitzada per detectar gradients de pH al llarg de les membranes lisosomals. Els autofagosomes porten al seu interior components citosòlics i orgànuls. Quan aquests es fusionen amb els lisosomes, són exposats a un pH àcid i els enzims lisosomals s’encarreguen de degradar-los.
Els variants de la GFP de l'Aequorea són degradats eficientment per proteases lisosomals. En canvi, la majoria de proteïnes derivades dels coralls poden mantenir la fluorescència en aquests ambients. La proteïna mKeima o la TagRFP en són exemples. En poder sobreviure als lisosomes, es poden observar diferents colors segons si el pH és àcid o neutre, i d'aquesta manera la Keima pot proporcionar una lectura acumulativa de l'activitat autofàgica.

### Temporitzadors fluorescents (FT)
Aquestes proteïnes fluorescents (Fluorescent Timers) canvien el seu color al llarg del temps. El temps que tarden a canviar és conegut de manera que permet una anàlisi temporal de la mostra observada. Aquest fenomen es basa en la formació lenta d'un cromòfor, passant per un cromòfor intermediari i un cromòfor final, tots tres amb longituds d'ona d'emissió diferents.
Els temporitzadors fluorescents són proteïnes adients per a l'estudi a processos relativament lents. Tanmateix, hi ha dos tipus de temporitzadors fluorescents (d'acord amb el canvi de color): les proteïnes que canvien de blau a vermell, que són les derivades de mCherry i n'hi ha de transició lenta (Slow-FT), intermèdia (Medium-FT) i ràpida (Fast-FT); i les que canvien de verd a taronja, és a dir, la Kusabira Green Orange (mK-GO).

### RFPs fotoactivables
Les FPs fotoactivables (PAFPs) no són fluorescents inicialment, però mostren fluorescència vermella brillant després de ser irradiades amb rajos UV o llum violeta. Són utilitzades en diverses tècniques de fotoetiquetatge selectiu, des del seguiment de partícules fins a imatges de super-resolució.
Un dels tipus més importants de RFPs fotoactivables són les PAmCherry, que canvien de color fosc a vermell.
En les tècniques de fotoetiquetatge selectiu podem estudiar una proteïna d'interès, un orgànul específic o una cèl·lula:
- Fotomarcant proteïnes fusionades amb PAFPs es pot estudiar la dinàmica i el turnover d'aquesta proteïna.
- El fotomarcatge d'orgànuls cel·lulars permet la visualització de processos de fusió i fissió.
- Es pot utilitzar el seguiment de les cèl·lules per l'estudi del desenvolupament, la carcinogènesi i la inflamació.[6]

Algunes PAFPs del tipus Kaede i els seus derivats s’han utilitzat per estudis com la visualització del comportament metàstasic de cèl·lules tumorals en ratolins vius, o ver veure la polimerització de l'actina en estructures invasives de macròfags de murina i cèl·lules d'adenocarcinomes.

### RFPs reversibles (Reversibly photoswitchable RFPs)
Les FPs reversibles es caracteritzen per poder passar d'un estat fluorescent a un no fluorescent i vicerversa. Per aconseguir-ho tan sols cal irradiar diferents longituds d'ona. Aquesta propietat obre les portes a noves tècniques d'imatge i recentment s'han desenvolupat noves FPs reversibles com la rsCherry,la rsCherryRev i la rsTagrFP.
En el cas de la rsTagrFP, per induir la trancisió de l'estat de fluorescència a l'estat no fluorescent cal irradiar la proteïna amb una llum d'entre 550 i 570 nm. D'aquesta manera, la rsTagrFP deixa d'absorbir unaradiació de 567 nm per absorbir-ne una de 440 nm de l'estat no fluorescent. En canvi, si la irradiem amb una llum d'entre 430 a 450 nm torna a l'estat fluorescent.
Aquest fenotip de FPs és bastant prometedor en el camp de la microscopia d'alta resolució. Tot i així, encara s'han de fer millores perquè aquestes FPs tenen poca resistència, és a dir, deixen de funcionar bastant ràpidament a causa de l'efecte de fotoblanqueig. De fet, si no fos per això, es calcula que es podrien arribar fins a 100 transcisions entre l'estat fluorescent i el no fluorescent abans que la FP deixés d'emetre fluorescència permanentment.